# Campionati mondiali di badminton 2017
I campionati mondiali di badminton 2017 (in inglese 2017 BWF World Championships) sono stati la 23ª edizione dei campionati mondiali di badminton.
La competizione si è svolta dal 21 al 27 agosto presso a Glasgow, in Scozia (Regno Unito).

## Medagliere

### Medal table
| Posiz. | Nazione       | Oro | Argento | Bronzo | Totale |
| ------ | ------------- | --- | ------- | ------ | ------ |
| 1      | Cina          | 2   | 2       | 3      | 7      |
| 2      | Giappone      | 1   | 1       | 2      | 4      |
| 3      | Indonesia     | 1   | 1       | 0      | 2      |
| 4      | Danimarca     | 1   | 0       | 1      | 2      |
| 5      | India         | 0   | 1       | 1      | 2      |
| 6      | Inghilterra   | 0   | 0       | 1      | 1      |
| 6      | Hong Kong     | 0   | 0       | 1      | 1      |
| 6      | Corea del Sud | 0   | 0       | 1      | 1      |
| Totale | Totale        | 5   | 5       | 10     | 20     |

## Podi
| Evento              | Oro                           | Argento                           | Bronzo                                  |
| Singolare maschile  | Viktor Axelsen                | Lin Dan                           | Son Wan-ho                              |
| Singolare maschile  | Viktor Axelsen                | Lin Dan                           | Chen Long                               |
| Singolare femminile | Nozomi Okuhara                | P. V. Sindhu                      | Chen Yufei                              |
| Singolare femminile | Nozomi Okuhara                | P. V. Sindhu                      | Saina Nehwal                            |
| Doppio maschike     | Liu Cheng Zhang Nan           | Mohammad Ahsan Rian Agung Saputro | Takeshi Kamura Keigo Sonoda             |
| Doppio maschike     | Liu Cheng Zhang Nan           | Mohammad Ahsan Rian Agung Saputro | Chai Biao Hong Wei                      |
| Doppio femminile    | Chen Qingchen Jia Yifan       | Yuki Fukushima Sayaka Hirota      | Misaki Matsutomo Ayaka Takahashi        |
| Doppio femminile    | Chen Qingchen Jia Yifan       | Yuki Fukushima Sayaka Hirota      | Kamilla Rytter Juhl Christinna Pedersen |
| Doppio misto        | Tontowi Ahmad Liliyana Natsir | Zheng Siwei Chen Qingchen         | Chris Adcock Gabrielle Adcock           |
| Doppio misto        | Tontowi Ahmad Liliyana Natsir | Zheng Siwei Chen Qingchen         | Lee Chun Hei Chau Hoi Wah               |